# Galium sudeticum
Підмаренник судетський (Galium sudeticum) — вид квіткових рослин з родини маренових (Rubiaceae). Ареал: Польща, Чехія.

## Середовище
Зростає на гірських луках, на скелях і осипищах основних порід (базальт, граніт, вапняк), у діапазоні від гір до субальпійського рівня.

## Біоморфологічний опис
Багаторічник з частими безплідними пагонами, що не вкорінюються. Стебла висхідні або прямі, 7–15 см заввишки, голі, гладкі, кутасті в розрізі. Темно-зелені листки вузько-зворотноланцетні, 15–20 мм завдовжки й 1,2—1,6 мм ушир у середній частині стебла, розташовані в кільцях по 5–6 штук. Листки гладкі, голі, зрідка з опушенням на тильній стороні. Суцвіття від широкояйцюватої до оберненояйцеподібної форми. Віночок білий, округлий, 3 мм у діаметрі. Цвіте в червні та липні.